# Le Loup, la Mère et l'Enfant
Le Loup, la Mère et l'Enfant est la seizième fable du livre IV de Jean de La Fontaine situé dans le premier recueil des Fables de La Fontaine, édité pour la première fois en 1668.
Ce texte a pour inspiration l'apologue d'Ésope "Le Loup et la Vieille".

## Texte
Ce loup me remet en mémoire
Un de ses compagnons qui fut encor mieux pris :
Il y périt. Voici l'histoire :
Un villageois avait à l'écart son logis.
Messer loup attendait chape-chute à la porte :
Il avait vu sortir gibier de toute sorte,
Veaux de lait, agneaux et brebis,
Régiments de dindons, enfin bonne provende.
Le larron commençait pourtant à s'ennuyer.
Il entend un enfant crier :
La mère aussitôt le gourmande,
Le menace, s'il ne se tait,
De le donner au loup. L'animal se tient prêt,
Remerciant les dieux d'une telle aventure,
Quand la mère, apaisant sa chère géniture,
Lui dit : « Ne criez point ; s'il vient, nous le tuerons.
- Qu'est ceci ? s'écria le mangeur de moutons :
Dire d'un, puis d'un autre ! Est-ce ainsi que l'on traite
Les gens faits comme moi ? me prend-on pour un sot ?
Que quelque jour ce beau marmot
Vienne au bois cueillir la noisette ! »
Comme il disait ces mots, on sort de la maison :
Un chien de cour l'arrête ; épieux et fourches-fières
L'ajustent de toutes manières.
« Que veniez-vous chercher en ce lieu ? » lui dit-on.
Aussitôt il conta l'affaire.
« Merci de moi ! lui dit la mère ;
Tu mangeras mon fils ! L'ai-je fait à dessein
Qu'il assouvisse un jour ta faim ? »
On assomma la pauvre bête.
Un manant lui coupa le pied droit et la tête :
Le seigneur du village à sa porte les mit ;
Et ce dicton picard à l'entour fut écrit :
« Biaux chires leups, n'écoutez mie
Mère tenchent chen fieux qui crie. »

## Remarque
La fable Le Loup, la Mère et l'Enfant est liée à la fable Le Loup, la Chèvre et le Chevreau.  
C'est une fable double comme Le Lion et le Rat / La Colombe et la Fourmi, La Mort et le Malheureux / La Mort et le Bûcheron, Le Pâtre et le Lion / Le Lion et le Chasseur et Le Héron / La Fille.